# Wincor Nixdorf
Wincor Nixdorf AG — немецкая компания, являющаяся одним из ведущих производителей современного высокотехнологичного оборудования и бизнес-решений для кредитных организаций и финансовых институтов.

## История
Прямой предшественник компании, Nixdorf Computer AG, была основана в 1952 году. В 1990 году Nixdorf Computer была приобретена немецким концерном Siemens AG. До 1999 года компания входила в состав Siemens Nixdorf Informationssysteme, дочерней компании Siemens.
В 1998 году в результате реорганизации было создано подразделение Siemens Nixdorf Retail and Banking Systems GmbH, которое с 1 октября 1999 года было приобретено венчурными фондами Kohlberg Kravis Roberts и Goldman Sachs Capital Partners и стало независимой организацией с развитой сетью представительских агентств в приблизительно 100 странах мира. 19 мая 2004 года было проведено первичное публичное размещение акций на Франкфуртской фондовой бирже. Общий опыт работы концерна в области информационных технологий насчитывает более полувека.
15 августа 2016 года через слияние Wincor Nixdorf и Diebold Inc. была образована Diebold Nixdorf.

## Деятельность
Основной специализацией компании является создание и внедрение ноу-хау для оптимизации торговой и банковской сферы. Предприятие представлено примерно в 130 странах мира, из них в 42 странах своими дочерними фирмами.